# Paul Anka
Paul Albert Anka, född 30 juli 1941 i Ottawa, Ontario, är en kanadensisk-amerikansk sångare, låtskrivare och skådespelare med libanesisk och syrisk-ortodox bakgrund. Han fick amerikanskt medborgarskap 1990.

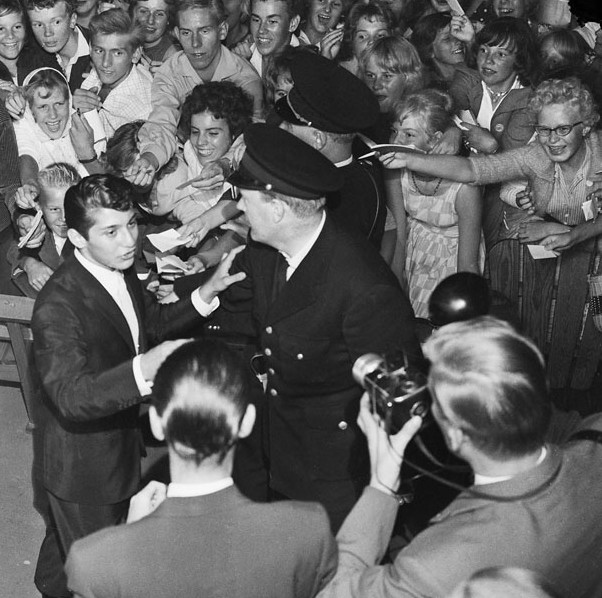
Paul Anka på Gröna Lund 1959.

Anka är en av de mest framgångsrika låtskrivarna i musikhistorien. Ett flertal av Ankas kompositioner har spelats in av de största sångarna inom musikbranschen.
Anka hade en världssuccé, 16 år gammal, med "Diana" (1957). Bland övriga hitlåtar märks "Puppy Love", "Put Your Head on My Shoulder" och "Lonely Boy". Han skrev också texten till Frank Sinatras "signaturmelodi", "My Way", som han omarbetade från en fransk schlager.
Anka ligger även bakom texten till Tom Jones hit "She's a lady".
Anka har även uppmärksammats för sin cover på Nirvanas berömda hitlåt "Smells Like Teen Spirit". 
År 1980 blev Anka invald i "Canadian Music Hall Of Fame" för sina framgångar inom musikbranschen.
Åren 1963–2000 var han gift med fotomodellen Anne de Zogheb och de fick fem döttrar. 
Åren 2008–2009 var han gift med Anna Anka som han har en son tillsammans med. Anna Anka medverkade under hösten 2009 i TV-serien "Svenska Hollywoodfruar". 
Som kuriosa kan nämnas att Paul Anka talar svenska på EP:n Adam & Eve under tidigt 1960-tal och att han enligt uppgift är den som okrediterat "ringer i klockan" på Lill-Babs och Little Gerhards inspelning "Skoldags" då han under ett Sverigebesök 1959 råkade befinna sig i samma studio.

## Filmografi i urval
- 1962 – Den längsta dagen
- 1992 – Kapten Trubbel
- 2001 – 3000 Miles to Graceland